# Industrie- und Handelskammer Cottbus

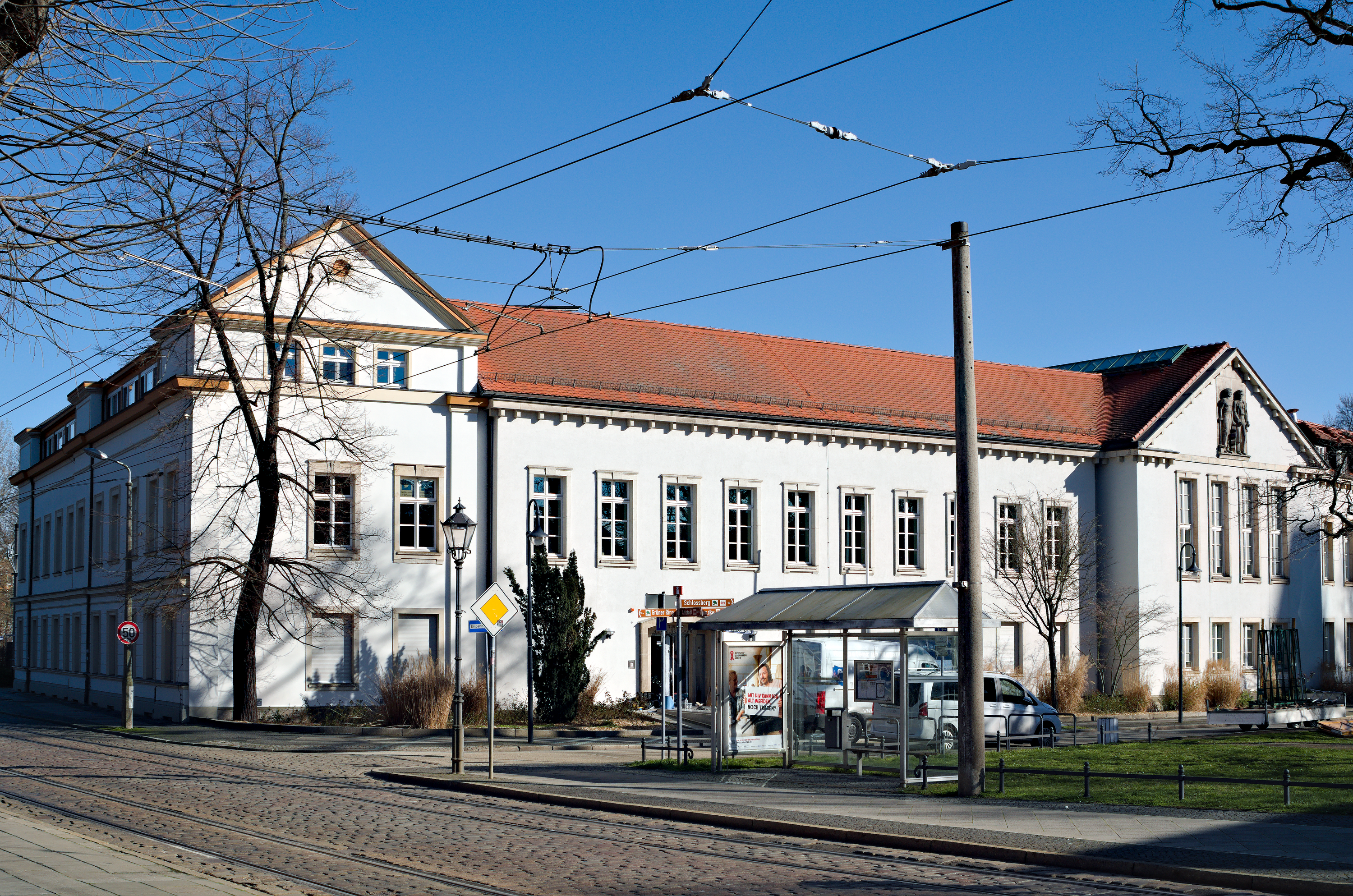
Kammergebäude Sandower Straße 23

Die Industrie- und Handelskammer Cottbus (1851 bis 1888: Handelskammer Cottbus, 1888 bis 1898: Handelskammer für die Niederlausitz zu Cottbus, 1898 bis 1924: Handelskammer für die westliche Niederlausitz in Cottbus, 1924 bis 1942: Industrie- und Handelskammer für die Niederlausitz) ist eine Industrie- und Handelskammer in Deutschland mit Sitz in Cottbus.

## Organisation
Die Industrie- und Handelskammer Cottbus ist das Selbstverwaltungsorgan der Südbrandenburger Wirtschaft. Etwa 34.000 Unternehmen aus Industrie, Handel, Gastgewerbe, Dienstleistungen und Verkehr sind Mitglieder der Kammer. Der Kammerbezirk der IHK Cottbus umfasst die Landkreise Dahme-Spreewald, Elbe-Elster, Spree-Neiße und Oberspreewald-Lausitz sowie die kreisfreie Stadt Cottbus.

## Geschichte
Im Januar 1842 ersuchte der Magistrat von Cottbus die königliche Regierung in Frankfurt/Oder um die Einrichtung einer Handelskammer in Cottbus. Die endgültige Genehmigung erfolgte jedoch erst mit einem Erlass von König Friedrich Wilhelm IV. vom 15. August 1851. Danach sollte die Kammer aus sieben Mitgliedern (und 5 Vertretern) bestehen. Die ersten Wahlen fanden im November 1851 statt, und am 16. März 1852 fand die erste Plenarsitzung im Cottbuser Rathaus statt.
Der Kammerbezirk war zunächst der Landkreis Cottbus. Zum 1. April 1888 wurde er um die Kreise Calau und Spremberg erweitert und der Kammername auf „Handelskammer für die Niederlausitz zu Cottbus“ geändert. Die Kammer hatte nun 21 Mitglieder (Stadt- und Landkreis Cottbus neun, Spremberg und Calau je sechs). Mit der nächsten Erweiterung um die Kreise Luckau und Lübben zum 1. April 1898 wurde der Name auf „Handelskammer für die westliche Niederlausitz in Cottbus“ angepasst. Die Zahl der Kammermitglieder stieg nun von 21 auf 30.
Bis dahin nutzte die Kammer die Räume des jeweiligen Vorsitzenden. Lediglich ein Raum im Rathaus wurde als Archiv genutzt. 1897 bezog die Kammer im Haus Kaiser-Wilhelm-Platz 57 (jetzt Brandenburger Platz) erstmals eigene Räume.
1924 erfolgte die Fusion der Cottbuser Kammer mit der Handelskammer Sorau. Die neue „Industrie- und Handelskammer für die Niederlausitz“ hatte ihren Sitz in Cottbus. Im gleichen Jahr bezog die Kammer das eigene Kammergebäude (Sandower Straße 23), in dem die Kammer heute noch ihren Sitz hat. Das Gebäude hatte die Handelskammer von der Stadt Cottbus gekauft und für eigene Zwecke umgebaut. 
Mit der Machtergreifung der Nationalsozialisten endete die Selbstverwaltung der Wirtschaft und die IHK wurde gleichgeschaltet. Der jüdische Kammerpräsident Alexander Lewin wurde abgesetzt und durch den Parteigenossen Hans Kehrl ersetzt. Gleichzeitig wurde das Führerprinzip eingeführt. Die Vollversammlung wurde durch einen Beirat ersetzt, der die Befehle des Vorsitzenden auszuführen hatte.
1943 wurde die IHK aufgelöst und ihre Aufgaben der Gauwirtschaftskammer Berlin-Brandenburg übertragen.
Nach Kriegsende bemühten sich Unternehmer und ehemaligen Kammermitarbeiter um einen Wiederaufbau der IHK. Dies widersprach aber der Vorstellung der neuen Machthaber. Mit der „Verordnung über die Bildung der Industrie- und Handelskammer der Provinz Mark Brandenburg“ wurde am 24. Oktober 1945 von der Provinzialverwaltung Brandenburgs die Bildung einer zentralen Industrie- und Handelskammer der Provinz Mark Brandenburg mit Sitz in Potsdam verfügt. In den folgenden Monaten wurden fünf unselbstständige Bezirksgeschäftsstellen eingerichtet (in Eberswalde, Brandenburg, Potsdam, Frankfurt/Oder und Cottbus (April 1946)). 1946 wurden IHK-Kreisgeschäftsstellen in Finsterwalde, Forst, Guben, Lübben, Senftenberg und Spremberg gebildet. Die Kreisgeschäftsstellen Guben und Forst wurden 1950 nach Neufestsetzung der Kreisgrenzen wieder aufgelöst, die anderen waren bereits 1949 aufgelöst worden.
Eine Selbstverwaltung der Wirtschaft war weiter nicht erwünscht. Die Kammer erhielt stattdessen Kontroll- und Lenkungsfunktion über die Betriebe im Rahmen des Aufbaus einer Planwirtschaft. 1952 ging die IHK in der zentralen Industrie- und Handelskammer der DDR auf, die auf Ebene des Bezirks Cottbus eine IHK-Bezirksdirektion Cottbus unterhielt.
Nach der Wende war Cottbus einer der ersten Orte in der DDR in dem sich eine Initiative zur Neugründung einer frei gewählten IHK bildete. Am 20. Januar 1990 traf sich im Kammergebäude ein vorläufiger Gründungsvorstand der Industrie- und Handelskammer Cottbus mit etwa 30 Unternehmersvertretern. Zum künftigen Präsidenten wurde der Cottbuser Textilkaufmann Heinz Herfarth gewählt. Am 1. März 1990 wurde mit der „Verordnung über die Industrie- und Handelskammern in der DDR“ eine Rechtsgrundlage für den Neuaufbau geschaffen. Im Rahmen einer Partnerschaft unterstützte die nordrhein-westfälischen Kammer-Vereinigung diesen Neuaufbau.
Mit dem Einigungsvertrag wurde bundesdeutsches IHK-Recht auch in der DDR eingeführt. Gemäß diesen Regeln wurde eine Vollversammlung neu gewählt, die im Dezember 1990 Ulrike Staake zur neuen IHK-Präsidentin wählte. Im Mai 1991 wurde der IHK Cottbus ihr Gebäude vom „Amt für offene Vermögensfragen“ zurückübertragen. 
Zwischen 2003 und 2010 wurde über eine Fusion der IHK Cottbus und der IHK Ostbrandenburg verhandelt, diese scheiterte jedoch. Im Februar 2011 trat IHK-Präsident Ulrich Fey zurück. Zwischen 1974 und 1986 wurde er von der Stasi als Inoffizieller Mitarbeiter geführt.
Mitgliederzeitschrift der IHK war das „Niederlausitzer Wirtschaftsblatt“.

## Persönlichkeiten

### Vorsitzende/Präsident der Kammer
- Julius Krüger (1852–1867)
- Albert Liersch (1868–1882/1888–1898)
- Emil Rosenberg (1883–1886)
- Adolf Gradenwitz (1887)
- Wilhelm Westerkamp (1898–1902)
- Ludwig Heimberger (1903–1914)
- Ludwig Ephraim (1914–1927)
- Alexander Lewin (1928–1933)
- Hans Kehrl (1933–1943)

### Leiter der Hauptgeschäftsstelle Potsdam der Industrie- und Handelskammer der Provinz Mark Brandenburg
- Otto Schwarz (1945–1948)
- Otto Völz (1949–1953)

### Präsidenten Industrie- und Handelskammer Cottbus
- Heinz Herfarth (1990)
- Ulrike Staake (1990–1997)
- Jürgen Kothe (1997–September 2002)
- Hubert Marbach ((amtierend) September 2002–September 2003)
- Ulrich Fey (2003–2011)
- Klaus Aha (2011–2015)
- Peter Kopf (2015–2021)
- Jens Warnken (ab 2021)